# Walter Ibáñez (político)
Walter Pepe Ibáñez Olivares es un ingeniero y escritor peruano nacido el 15 de junio de 1958 en el departamento de La Libertad, que aporta con sus conocimientos, su obra más conocida "Costos y Tiempos en Carreteras" que es un documento de consulta usado por los profesionales y los estudiantes de diversas universidades del Perú, Latinoamérica y algunos países del mundo. Es defensor del Medio Ambiente y presidente de la Organización Ambientalista “Salvemos al Mundo”. Nace en la política por indignación y por la solicitud de muchos ciudadanos.

## Biografía
Walter Ibáñez nació el 15 de junio de 1958, en el distrito de Mache, provincia de Otuzco, departamento de La Libertad, ubicado en la sierra liberteña, a 2 horas de la ciudad de Trujillo. Es el sexto y último hijo de una familia de agricultores, sus padres fueron: Don Isidro Ibañez Rubio y Doña Maximina Olivares Moya.
Walter Ibañez, es especialista en Costos y Presupuestos, Proyectos Viales y de Transporte, Gerenciamiento de Proyectos y Estudios de Impacto Ambiental. Tiene estudios de Maestría en Gestión Ambiental, Doctorado en Medio Ambiente y Desarrollo Sostenible y Doctorado en Ingeniería Civil.
Trabajó en la Dirección General de Caminos del Ministerio de Transportes y Comunicaciones (1980-1986), en la Autoridad Autónoma del Tren Eléctrico (AATE) (1986-1989), fue asesor de diversas empresas consultoras (1989-1992), en FONCODES de la región Andrés Avelino Cáceres, como jefe de la oficina descentralizada (1992-1994), donde ejecutó muchos proyectos en el alto Huallaga, que en ese entonces era una zona muy afectada por los problemas del terrorismo y narcotráfico; posteriormente trabajó en el Sistema Nacional de Mantenimiento de Carreteras (SINMAC) del Ministerio de Transportes y Comunicaciones (1994-1995), desde 1996 a la fecha trabaja como consultor independiente y a partir del año 2007 a la fecha es presidente de la Organización Ambientalista  SALVEMOS AL MUNDO.
Walter Ibañez, es Director del Software presupuestos.pe y autor de los libros: Costos y Tiempos en Carreteras, Manual de Costos y presupuestos de Obras Viales y del Manual de Costos y presupuestos de Obras Hidráulicas y Sanitarias; así mismo ha escrito diversos folletos de uso técnico como un aporte a la ingeniería. Se encuentra en trámite de publicación los siguientes Libros: Supervisión de Obras, Manual de Equipos para la Construcción Civil, Costos y Presupuestos en Obras Ambientales y Elaboración y Evaluación de los Estudios de Impacto Ambiental y en la actualidad está culminando los libros: “PERÚ Primera Potencia Ecológica del Mundo", "La Caída de Darwin" y "Las Verdades de Nuestra Existencia". Escribe en diversas revistas técnicas del Perú, inclusive en la REVISTA COSTOS del grupo S10; así mismo artículos técnicos en diarios de circulación nacional.
Walter Ibáñez, tiene como principal vocación “Poner su vida al servicio de la humanidad”, le encanta compartir sus conocimientos con sus semejantes, en diversos temas científicos y filosóficos. Durante su trayectoria profesional ha sido distinguido con diversas congratulaciones en mérito a sus altas cualidades profesionales y humanas.

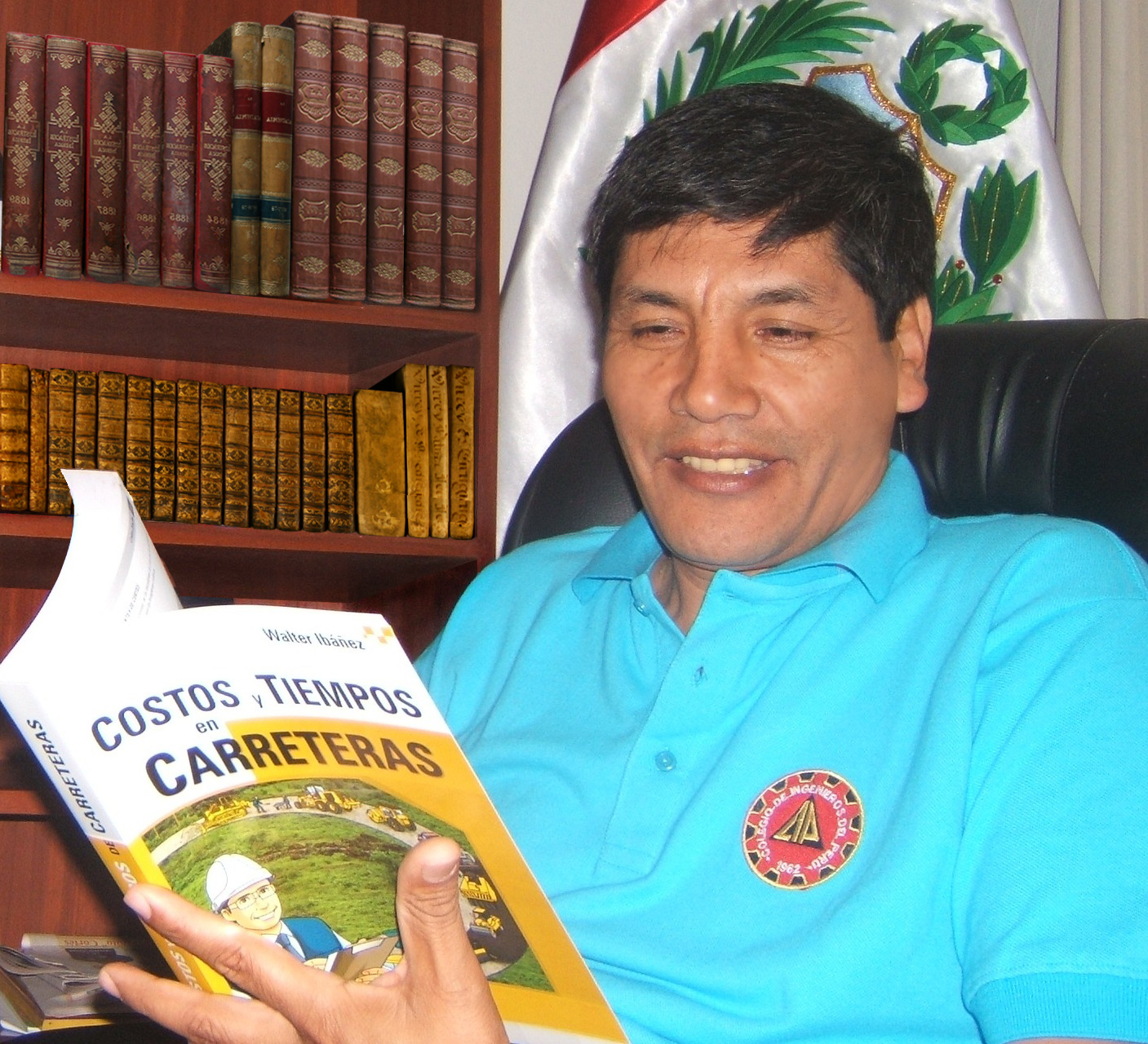
Walter Ibañez

## Vida política

### Elecciones generales del Perú de 2006
En las elecciones generales del Perú de 2006 participa con el número 5 en la lista del Parlamento Andino con el partido “Con Fuerza Perú” que llevaba como candidato presidencial a Peter Koechlin, autor de la "Propuesta Azul", partido que no pasa la valla electoral.
Pasadas las elecciones, el 16 de febrero de 2007, Walter Ibáñez se reúne con un grupo de seres humanos preocupados por los problemas ambientales que vienen perjudicando a nuestro único hogar el planeta Tierra y deciden crear la Organización Ambientalista SALVEMOS AL MUNDO (www.salvemosalmundo.net), una organización que defiende el Medio Ambiente, con el único objetivo de mejorar la calidad de vida de las futuras generaciones.

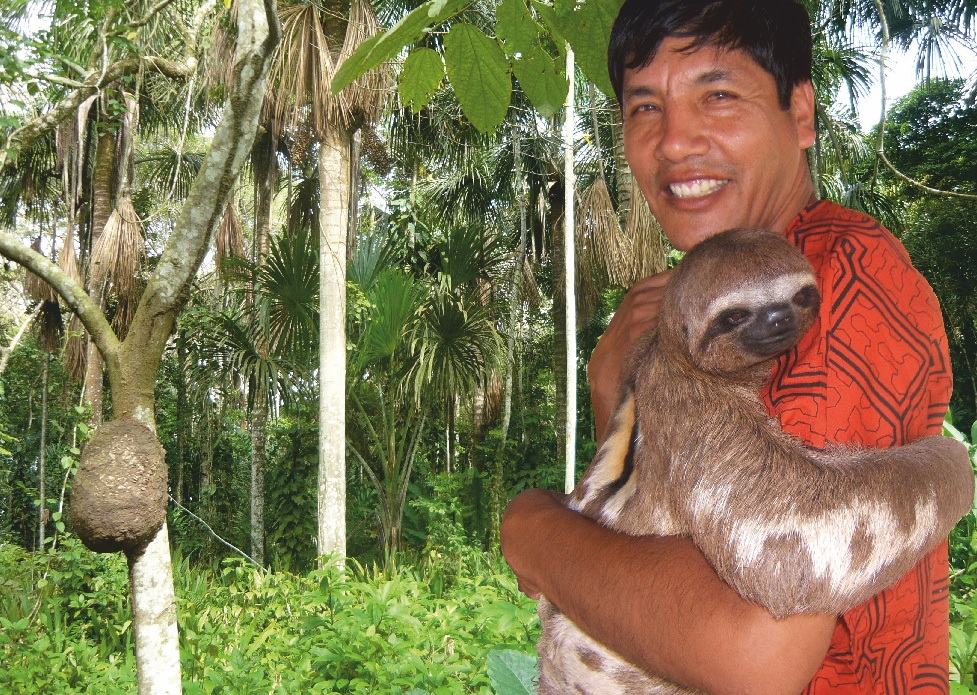
Walter Ibañez en la amazonia, abrazando a un Folivora o Perezoso. Especie en peligro de extinción
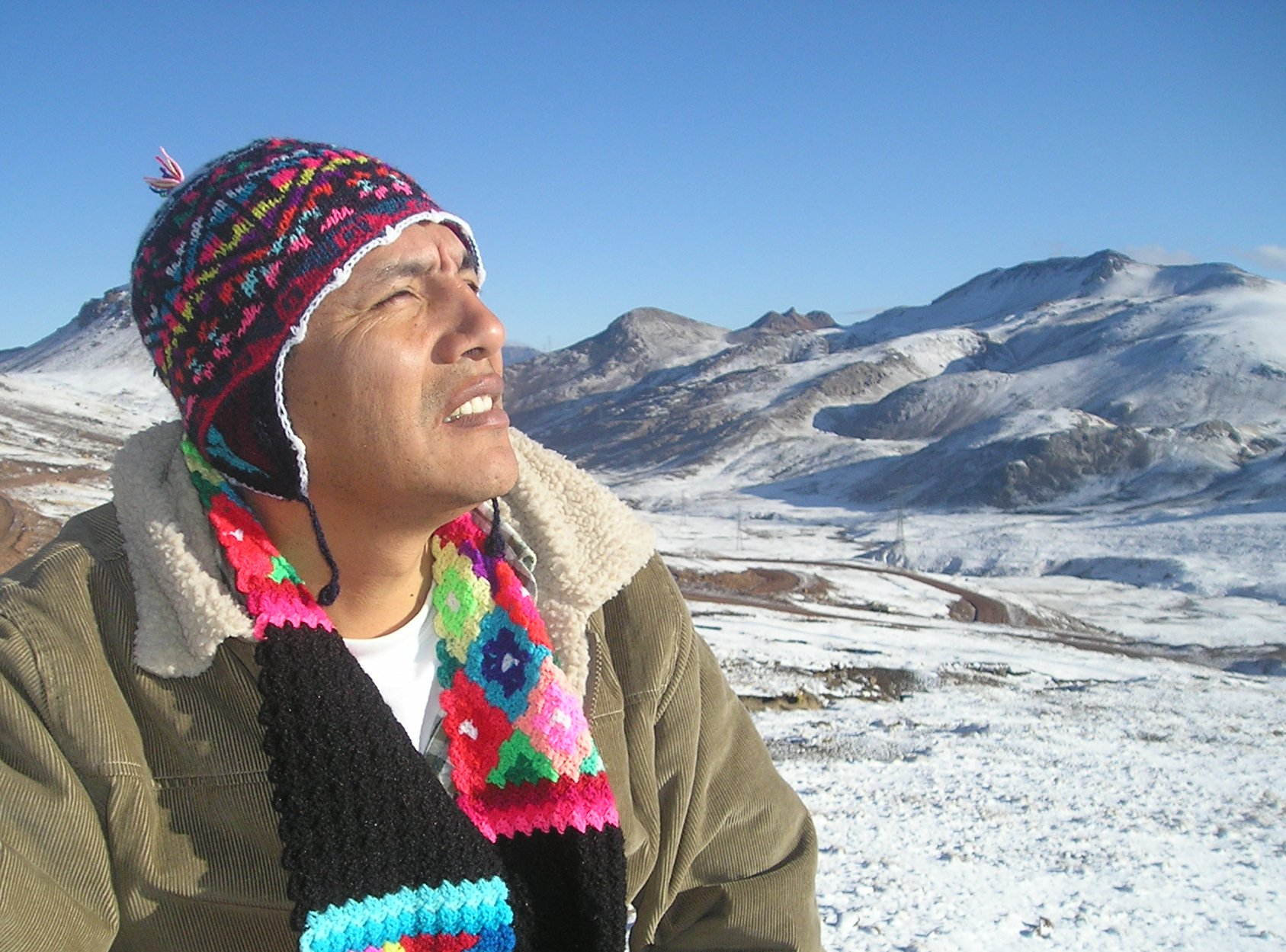
Walter Ibañez.- "es una preocupación mundial el deshielo de nuestros glaciares"

### Elecciones municipales de Lima de 2010
Es invitado por el partido “Todos por el Perú” para ser candidato a la alcaldía de Lima Metropolitana en las elecciones municipales de Lima de 2010, fue el duodécimo candidato, quien propuso un municipio basado en los principios de defensa y protección al Medio Ambiente; sin embargo, su candidatura fue retirada.

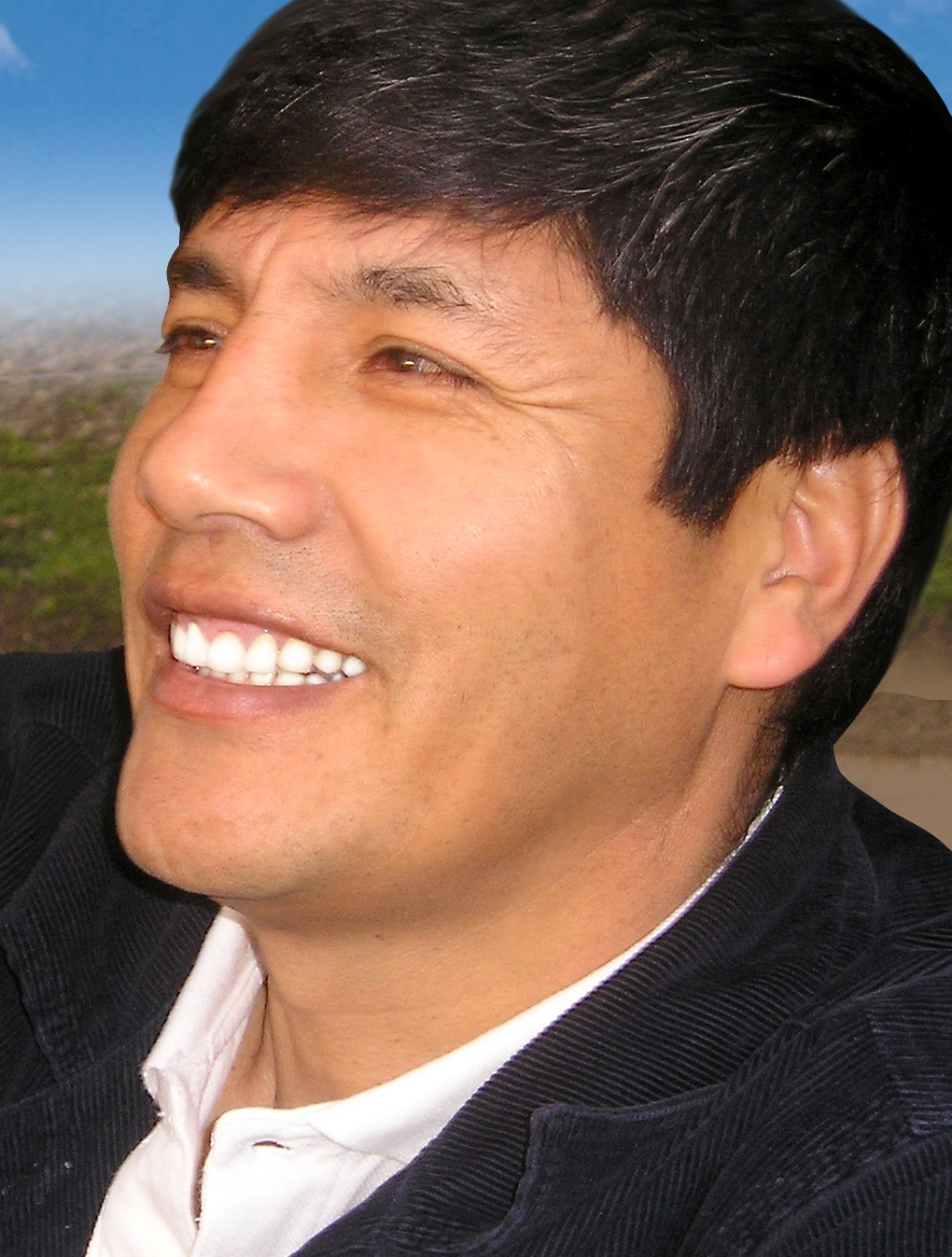
Walter Ibañez, Candidato a la Alcaldía de Lima 2010

### Elecciones generales del Perú de 2011
En las elecciones generales del Perú de 2011 participa con el número 2 en la lista del Congreso de la República con el partido “Fuerza Nacional”, partido que no pasa la valla electoral.